# Sabine Arlitt

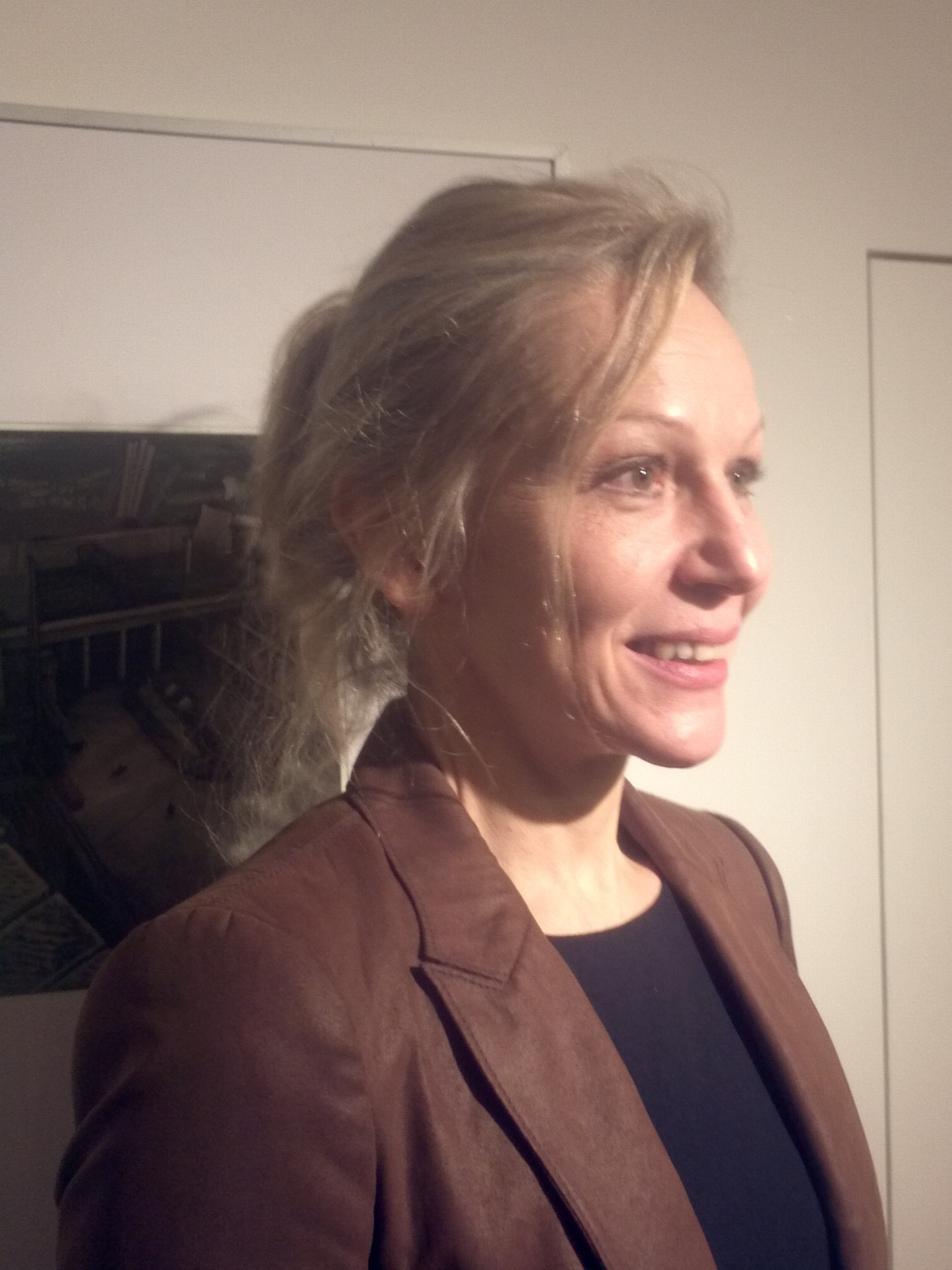
Sabine Arlitt im Gluri-Suter-Huus, Wettingen

Sabine Arlitt (auch Sabine Weder-Arlitt), lic. phil. (* 1956) ist eine Schweizer Kunsthistorikerin und Autorin.
Nach ihrem Studium der Germanistik, Kunstgeschichte und der Europäischen Volksliteratur verfasst sie heute Künstlerdokumentationen und schreibt Texte für Ausstellungskataloge sowie Bücher zur Gegenwartskunst. Sie ist auch als freie Kunstkritikerin tätig und tritt mit vielen Publikationen in verschiedenen Printmedien sowie fachspezifischen Vorträgen, vor allem bei Vernissagen, in Erscheinung.

## Werke (Auswahl)
- Sabine Arlitt anlässlich der Eröffnung der Ausstellung Emergenz der Dinge, art station, Zürich 2008.
- Edition Multipleart (PDF; 1,7 MB), 2007
- Sabine Arlitt: Neue Kleider für neue Räume des Daseins. Lisa Enderli in der Galerie Zimmermannhaus Brugg, 2007.
- Sabine Arlitt: Philippe Mahler. Retrospektive in der Städtischen Galerie im Neuen Schloss, Meersburg. Niggli Verlag, Sulgen/Zürich 2004.
- Retrospektive zu Rita Ernst. Cantz, Ostfildern/Ruit 1996.
- Retrospektive zu Emil Müller. Waser Weiningen-Zürich 1995,